# Ein starkes Team: Gier
Gier ist ein deutscher Fernsehfilm von Johannes Grieser aus dem Jahr 2006. Es handelt sich um die 33. Folge der Krimiserie Ein starkes Team mit Maja Maranow und Florian Martens in den Hauptrollen.

## Handlung
Kriminalhauptkommissar Otto Garber wartet abends auf die Straßenbahn und entdeckt dabei durch ein Fenster einen Mann, der in seiner Kellerwohnung mit einem großkalibrigen Gewehr hantiert. Er lässt die Straßenbahn fahren und geht seiner Beobachtung nach. Nachdem er die Polizei verständigt hat, kann er mit Hilfe von Kollegin Verena Berthold den Mann festnehmen. Es handelt sich um Peter Schneider, einen bereits vorbestraften und mittlerweile arbeitslosen Wachmann, der zuletzt in einer Pharmafirma gearbeitet hat. Im Verhör gibt er an, sich zu einem Auftragsmord bereit erklärt zu haben. Da seine Auftraggeber nicht wissen, dass er sich nun in Polizeigewahrsam befindet, deuten sie sein Zögern als Rückzug und entführen kurzerhand Schneiders Tochter Leonie, um ihn zur Erfüllung seines Auftrags zu zwingen.
Um Leonie frei zu bekommen, täuschen die Ermittler die Ermordung der Zielperson nur vor. Dabei handelt es sich um Dr. Wilhelm Rössner, Vorstandsvorsitzender eines großen Pharma-Unternehmens. Unter der Bedingung, dass sein engster Vertrauter, Rainer Michaelsen, über das Scheinattentat eingeweiht wird, willigt der Manager ein, dass die Medien von seinem Tod berichten dürfen, trotzdem wird das Kind nicht freigelassen. Als Schneider zufällig mitbekommt, dass die Ermittler Rössners Frau verdächtigen, hinter der ganzen Geschichte zu stecken, überwältigt er seinen Bewacher und flüchtet aus dem Polizeigewahrsam. Er droht Eva Rössner an, sie zu erschießen, wenn sie ihm nicht sagt, wo sein Kind ist. Ermittler Yüzgüler gelingt es inzwischen, Leonie zu finden, was die Situation wieder entspannt. Eva Rössner beteuert, ihren Mann zu lieben und nichts von der Verschwörung zu wissen. Erst jetzt erfährt sie, dass ihr Mann noch lebt. Sie gibt der Polizei den Hinweis auf einen geplanten Verkauf der Firma an einen ausländischen Konzern. Ihr Mann sei strikt dagegen gewesen, lediglich sein angeblicher Freund und Mitteilhaber, Rainer Michaelsen, wollte verkaufen.
Mit diesem Wissen gelingt es den Kommissaren gerade noch, einen Mordanschlag Michaelsens auf Rössner zu verhindern. Rainer Michaelsen kann festgenommen werden, als er sich gerade mit dem potentiellen Käufer der Firma trifft.

## Hintergrund
Gier wurde in Berlin gedreht und am 20. Mai 2006 um 20:15 Uhr im ZDF erstausgestrahlt.
Sputnik, dessen Rolle als Geschäftsmann in der Serie als ein Running Gag angelegt ist, hat in dieser Folge ein Ostalgie-Lokal eröffnet, in dem er in authentischem Ambiente Speisen und Getränke aus DDR-Zeiten anbietet.

## Kritiken
Tilmann P. Gangloff bewertete die Episode auf tittelbach.tv positiv und schrieb: „Meist sind die Geschichten rund um das ‚Starke Team‘ Gute-Laune-Krimis. Johannes Grieser und sein Kameramann Wolf Siegelmann aber inszenieren den Film ungewohnt düster. Die Polizei greift des öfteren zu miesen Tricks. Spannend von der ersten bis zur letzten Minute!“
Die Kritiker der Fernsehzeitschrift TV Spielfilm vergeben die beste Wertung (Daumen nach oben) und meinen anerkennend: „Ein fintenreicher, verblüffender Fall.“